# Адмиралтейская слободка (Таганрог)
Адмиралтейская слободка, также Морские кварталы — название, которое раньше применялось относительно территории в пределах песчаного берега рыбоперерабатывающего завода и места, где происходило пересечение Некрасовского переулка с улицей Пушкинской и улицей Шевченко в городе Таганроге Ростовской области.

## История
По состоянию на 4 декабря 1775 года, согласно документальным источникам, в городе Таганроге уже функционировало Адмиралтейство. Во времена правления Екатерины II на территории песчаной косы уже работала кузница с 20 кузнечными горнами. Рядом располагались помещения мастерских, в которых проводились слесарные и фонарные работы, была машинная, секретная.
На территории Адмиралтейской слободки были построены специальные мачтовые сараи и прочие помещения, которые использовались для хранения припасов, пушечных станков и хранения такелажа. Над обрывом находились шлюпочные мастерские. Они были предназначены для хранения шлюпок и некоторых других видов морских судов. Размещались специальные помещения для хранения леса. Существовала специальная парусная мастерская, в которой были предусмотрены погребы с морской провизией. С левой стороны от спуска был построен дом главного командира, с правой стороны располагалась портовая контора, резная мастерская, гауптвахта и караульный дом.